# Olověné kodexy
(Jordánské) olověné kodexy jsou soubor asi 70 knih či kodexů vyrobených z olova a mědi, které se roku 2011 objevily na území Izraele v majetku jednoho tamního Araba. Majitel tvrdil, že památky jsou vlastnictvím jeho rodiny již asi 100 let, jiná verze říkala, že pocházejí z Jordánska. Většinou sestávají z 5 až 15 kovových listů velikosti asi platební karty spojených kovovými kroužky na hřbetě a někdy i na ostatních stranách kodexu. Podle expertů se jedná o archeologické podvrhy údajně starého židovského nebo raně křesťanského původu, ve skutečnosti však pocházející ze současné doby.